# 나카야마 사라
나카야마 사라(中山さら, 1966년 3월 29일 ~ )는 일본의 여성성우. 아오니 프로덕션 소속. 사이타마현 출신. 대표작은 D·N·ANGEL의 하라다 리쿠.

## 출연작품

### TV 애니메이션
1993년
- 푸른 전설의 슛!(여고생)
- 검용전설 야이바 (여자아이)
- 고스트 스위퍼 미카미(여고생)

1994년
- 미소녀전사 세일러문S (웨이트리스, 여성, 아이)
- 마멀레이드 보이(여자아이,여학생)

1995년
- 공상과학세계 걸리버보이 (대곡녀, 레지스탕스녀)
- 미소녀전사 세일러문SS(여성, 아이)
- 로미오의 푸른하늘 (죠반나, 아돌포)

1996년
- 체포하겠어(츠시마 시노)

1998년
- DT에이트론(파나,에리카)

1999년
- GTO
- 수지짱과 마비(수지)

2000년
- 기교기전 히오우 전기

2001년
- 학교괴담(이마이 미오)
- 사막의 해적 캡틴 쿠파(나므루)

2002년
.hack//SIGN(카오진)
2003년
- D·N·ANGEL (하라다 리쿠)
- 그린그린 (치토세 미도리)
- .hack//황훈의 팔찌전설(여기사)

2004년
- 미도리의 나날(미유키, 여자아이1)
- 유메리아(센죠우 쿠요)

2006년
- 스즈미야 하루히의 우울(자이젠 마이)
- 스파이 다라이다즈~오라클의 용사들~(미나)
- 나왔어요! 파워 퍼프 걸Z (호텔 프론트 여직원)

2007년
- 게게게의 키타로 5기(요부코, 언니, 아이)

2008년
- Mission-E(토가쿠시 미유키)

2009년
- 엘리먼트 헌터(유노)
- 늑대와 향신료 2기(헬레나)

### OVA
- 그린그린OVA (치토세 미도리)
- 에일리언 9(타마키 미유)
- 비밀의 봉오리(타치바나 미사키)

### 게임
1994년
- 슈퍼 리얼 마작 PV (토오노 미즈키)

1998년
- 하얀 마녀 -또 하나의 영웅전설- (이자벨, 마기사)
- 졸업III ~Wedding Bell~ (키쿠치 노조미)

2001년
- 그린 그린 (치토세 미도리)

2002년
- 그것은 흩날리는 벚꽃처럼 (사토미 코다마) : 타카야마 사키 (高山沙希) 명의

2004년
- 그린 그린2 사랑의 스페셜 서머 (치토세 미도리)

2005년
- 그린 그린3 핼로 굿 바이 (치토세 미도리)
- 테일즈 오브 레젠디아 (피뽀)